# Ingegnere ecosistemico

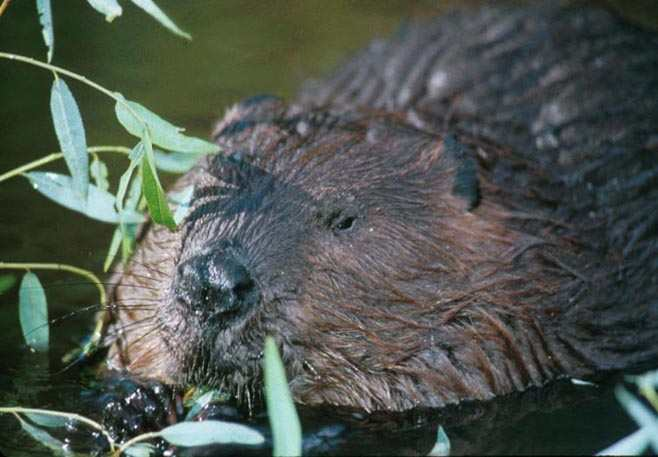
I castori sono il prototipo dell’ingegnere ecosistemico a causa degli effetti che le loro dighe hanno sul flusso dei canali, sulla geomorfologia e sull’ecologia.

Un ingegnere ecosistemico (o ingegnere dell'ecosistema) è qualsiasi specie che crea, modifica in modo significativo, mantiene o distrugge un habitat. Questi organismi possono avere un grande impatto sulla ricchezza delle specie e sull’eterogeneità a livello paesaggistico di un’area. Di conseguenza, gli ingegneri ecosistemici sono importanti per mantenere la salute e la stabilità dell'ambiente in cui vivono. Poiché però tutti gli organismi hanno un impatto sull'ambiente in cui vivono in un modo o nell'altro, è stato proposto che il termine "ingegneri ecosistemici" dovrebbe essere utilizzato solo per le specie chiave di volta il cui comportamento influenza fortemente altri organismi.

## Tipi
Jones e altri hanno identificato due diverse tipologie di ingegneri ecosistemici:

### Ingegneri allogenici

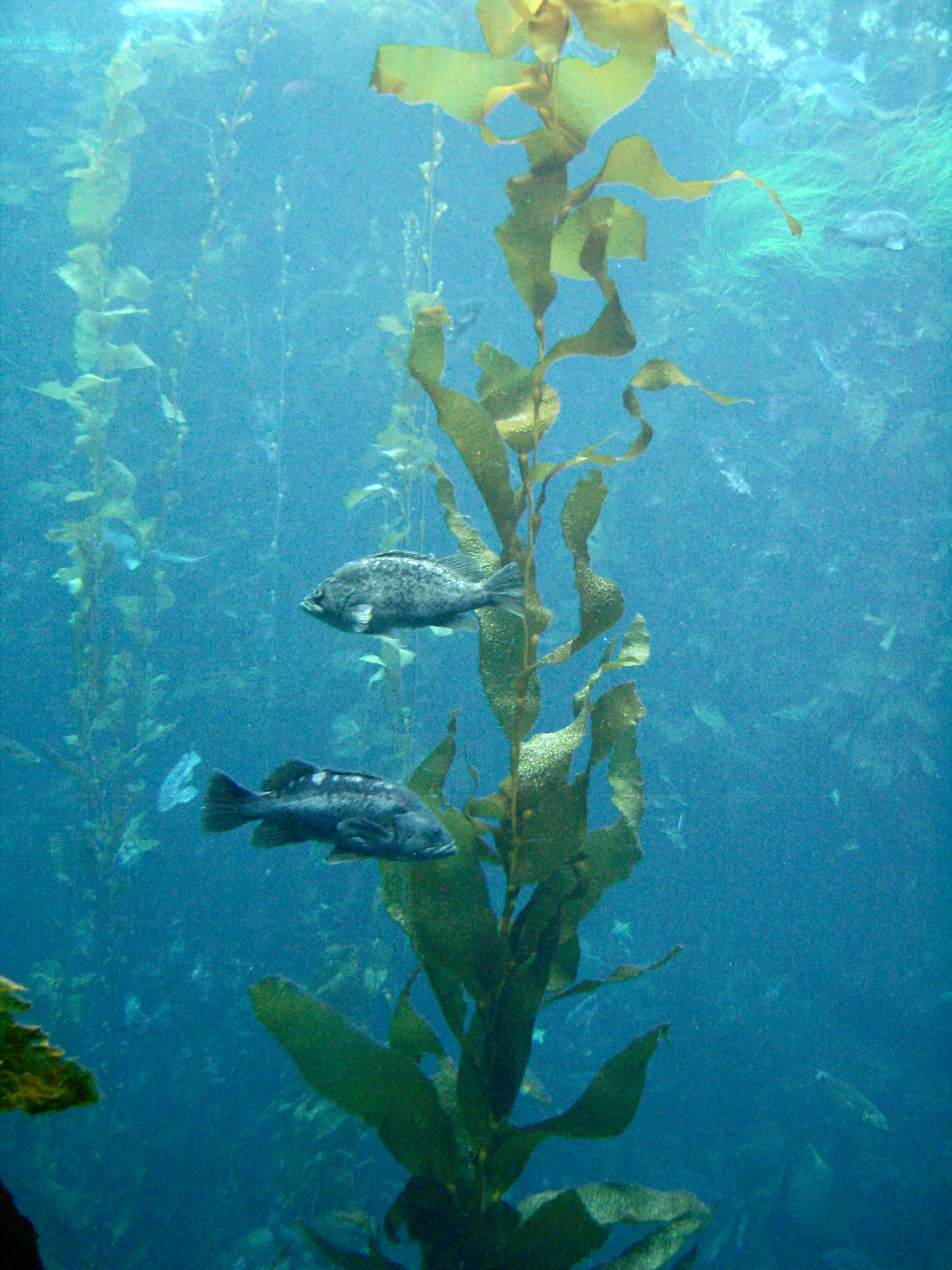
Le alghe sono ingegneri autogeni dell'ecosistema, costruendo la struttura necessaria per le foreste di alghe.

Gli ingegneri allogenici modificano l'ambiente biofisico cambiando meccanicamente i materiali viventi o non viventi da una forma all'altra. I castori sono il modello originale per gli ingegneri dell'ecosistema; nel processo di disboscamento e di sbarramento, i castori alterano ampiamente il loro ecosistema. L'aggiunta di una diga cambierà sia la distribuzione che l'abbondanza di molti organismi nella zona. I bruchi sono un altro esempio in quanto creando ripari dalle foglie, creano anche ripari per altri organismi che possono occuparli contemporaneamente o successivamente. Un ulteriore esempio può essere quello del picchio o di altri uccelli che creano buchi negli alberi in cui possono nidificare. Una volta che questi uccelli hanno terminato, i buchi vengono utilizzati da altre specie di uccelli o mammiferi per l'abitazione.

### Ingegneri autogeni
Gli ingegneri autogeni modificano l'ambiente modificando se stessi. Gli alberi ne sono un esempio; man mano che crescono, i loro tronchi e rami creano habitat per altri esseri viventi, che possono includere scoiattoli, uccelli o insetti. Ai tropici, le liane collegano gli alberi, consentendo a molti animali di viaggiare attraverso la foresta senza scendere a terra.

## Importanza
Essere in grado di identificare gli ingegneri ecosistemici in un ambiente può essere importante se si considera l’influenza che questi individui possono avere su altri organismi che vivono nello stesso ambiente, soprattutto in termini di disponibilità di risorse. È anche fondamentale riconoscere che gli ingegneri ecosistemici non sono organismi che forniscono direttamente ad altri organismi dei tessuti vivi o morti. In altre parole, vengono identificati come ingegneri per la loro capacità di modificare le risorse, non per il loro effetto trofico. Sebbene l’impatto degli ingegneri ecosistemici possa essere altrettanto grande di quello delle specie chiave di volta, differiscono per il tipo di impatto. Le specie chiave di volta sono tipicamente essenziali a causa del loro effetto trofico, mentre gli ingegneri ecosistemici non lo sono.
Similmente alle specie chiave di volta, una specie di ingegneri ecosistemici non necessariamente ha sempre un’elevata abbondanza. Sebbene il loro effetto sia più facilmente identificabile e si tratti più spesso di una specie con maggiore densità e un ampio effetto pro capite, le specie con minore abbondanza possono comunque avere un grande impatto. Un ottimo esempio è la specie di gamberetti Biffarius filholi, un ingegnere ecosistemico con una piccola densità di popolazione, ma che è stato valutato per influenzare la crescita temporale e spaziale della macrofauna con le loro strutture di tane.
La presenza di alcuni ingegneri ecosistemici è stata collegata a una maggiore ricchezza di specie a livello paesaggistico. Modificando l'habitat, organismi come il castoro creano una maggiore eterogeneità dell'habitat e quindi possono supportare specie che non si trovano altrove. Si potrebbe pensare che, analogamente ad altre specie ombrello, preservando un ingegnere ecosistemico si potrebbe essere in grado di proteggere la diversità complessiva di un paesaggio. È stato anche dimostrato che i castori mantengono gli habitat in modo tale da proteggere la rara farfalla Neonympha mitchellii francisci e aumentare la diversità delle piante.
La biodiversità può anche essere influenzata dalla capacità dell'ingegnere ecosistemico di aumentare la complessità dei processi all'interno di un ecosistema, consentendo potenzialmente una maggiore ricchezza e diversità di specie negli ambienti locali. Ad esempio, i castori hanno la capacità di modificare la foresta ripariale ed espandere gli habitat delle zone umide, il che si traduce in un aumento della diversità degli habitat consentendo a un maggior numero di specie di abitare il paesaggio. Gli habitat della barriera corallina, creati dagli ingegneri ecosistemici delle specie coralline, ospitano alcune delle più alte abbondanze di specie acquatiche al mondo.

## Polemica
C'è controversia sull'uso del termine "ingegnere ecosistemico" per classificare una specie, poiché può essere percepito come una "parola d'ordine" per la comunità delle scienze ecologiche. L'uso del termine "ingegneria dell'ecosistema" potrebbe suggerire che la specie stesse modificando intenzionalmente e consapevolmente il suo ambiente. Un altro argomento postula che l'ubiquità degli ingegneri ecosistemici si traduce nel fatto che tutte le specie sono ingegneri ecosistemici. Ciò inviterebbe a svolgere più ricerche ecologiche per approfondire la classificazione di un ingegnere ecosistemico. La generalità e le specifiche per identificare un ingegnere ecosistemico sono state la radice della controversia, e in seguito sono state condotte ulteriori ricerche per classificare e categorizzare definitivamente le specie in base al loro impatto come ingegnere ecosistemico.

## Classificazione
Gli ingegneri dell'ecosistema hanno i loro tipi generali, allogenici e autogeni, ma ulteriori ricerche hanno suggerito che tutti gli organismi possono rientrare in casi specifici. È stato proposto che vi fossero sei casi specifici. Questi casi erano differenziati dalla capacità delle specie di trasformare le proprie risorse in stati diversi, nonché dalla loro capacità di combattere le forze abiotiche. Uno stato si riferisce alla condizione fisica di un materiale e un cambiamento di stato si riferisce a un cambiamento materiale fisico abiotico o biotico.
| Caso # | Autogeno o allogenico | Motivo | Esempio |
| ------ | --------------------- | --- | --- |
| 1      | Autogeno              | Non considerata ingegneria dell'ecosistema. | Qualsiasi specie che non sia considerata ingegnere dell'ecosistema. |
| 2      | Allogenico            | Trasformare le risorse in forme utilizzabili e/o più vantaggiose.                                                                                            | Le mucche, dopo aver mangiato l'erba, producono sterco che viene utilizzato da altri invertebrati come fonte di cibo e riparo. |
| 3      | Autogeno              | L'organismo si trasforma da uno stato all'altro e influenza la distribuzione e/o la disponibilità delle risorse e/o le caratteristiche dell'ambiente fisico. | Crescono coralli e foreste, che inducono cambiamenti di sviluppo nell'ambiente che li circonda. |
| 4      | Allogenico            | In grado di trasformare un materiale da uno stato all'altro.                                                                                                 | I castori possono prendere alberi vivi e trasformarli in alberi morti, quindi utilizzare quegli alberi morti per costruire dighe che fungono da rifugio per altri animali e stabilizzare il flusso d'acqua nelle aree aride.                                           |
| 5      | Autogeno              | Modula le forze abiotiche estreme, che poi controllano il flusso delle risorse.                                                                              | Le alghe coralline crostose rompono le onde e proteggono le barriere coralline da immense quantità di forza dell'acqua. |
| 6      | Allogenico            | La specie rientra in uno o più di questi casi. | Le cozze costolate (Geukensia demissa) secernono fili bissali (fibre forti e setose costituite da proteine utilizzate dai mitili e da altri bivalvi per attaccarsi a rocce o altri substrati) che si legano insieme per proteggere i sedimenti e prevenire l'erosione. |

## Specie introdotte come ingegneri dell'ecosistema
Le specie possono essere trasportate in tutte le parti del mondo da esseri umani o navi costruite dall'uomo a velocità illimitate, con il risultato che gli ingegneri ecosistemici stranieri cambiano le dinamiche delle interazioni delle specie e la possibilità che l'ingegneria avvenga in luoghi che non sarebbero stati accessibili agli ingegneri senza la mediazione dell’uomo.
Le specie introdotte, che possono essere specie invasive, sono spesso ingegneri dell'ecosistema. Il Kudzu, una pianta leguminosa introdotta nel sud-est degli Stati Uniti, modifica la distribuzione e il numero delle specie di animali e uccelli nelle aree che invade. Inoltre, esclude le specie vegetali autoctone. La cozza zebra è un ingegnere ecosistemico del Nord America. Fornendo rifugio dai predatori, favorisce la crescita degli invertebrati d'acqua dolce attraverso l'aumento dei microhabitat. Anche la penetrazione della luce nei laghi infetti migliora l’ecosistema, con conseguente aumento delle alghe. In contrasto con i benefici che alcuni ingegneri ecosistemici possono apportare, le specie invasive spesso hanno l’effetto opposto.

## Gli esseri umani come ingegneri dell'ecosistema

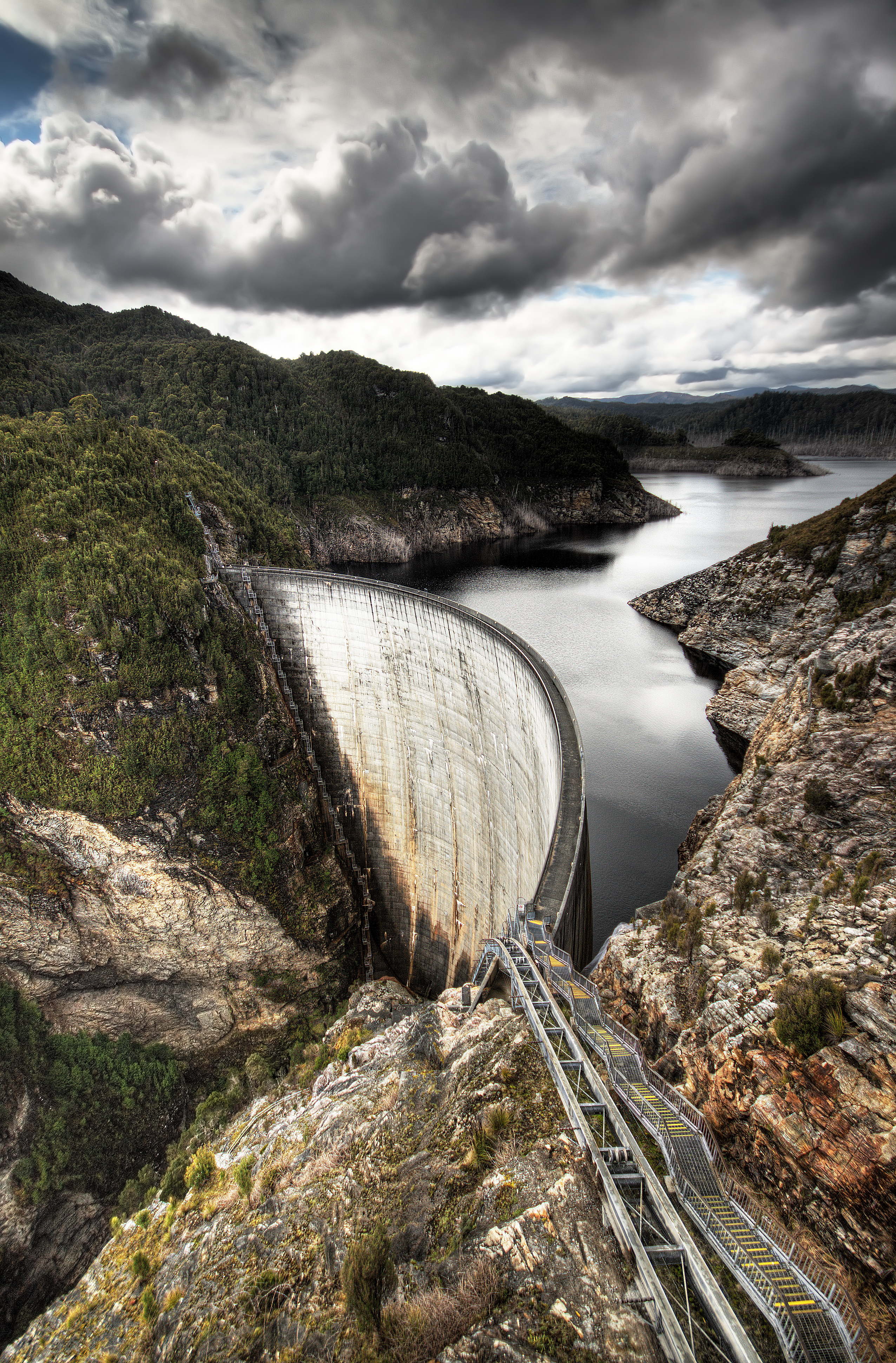
La diga di Gordon in Tasmania

Si ritiene che gli esseri umani siano gli ingegneri dell’ecosistema più impattanti. La costruzione di nicchie è stata prevalente fin dai primi giorni dell’attività umana. Attraverso lo sviluppo urbano, le pratiche agricole, il disboscamento, lo sbarramento di dighe e l’estrazione mineraria, gli esseri umani hanno cambiato il modo in cui interagiscono con l’ambiente. Questa interazione è più studiata nel campo dell'ecologia umana. Considerati sia come ingegneri allogenici che autogeni, gli esseri umani non rientrano necessariamente in nessuna delle due categorie di ingegneri dell'ecosistema. Gli esseri umani sono in grado di imitare gli effetti autogeni e di implementare i propri effetti allogenici. L’aria condizionata è un ottimo esempio del modo in cui gli esseri umani imitano gli effetti autogeni.
A causa della complessità di molte comunità ed ecosistemi, i progetti di ripristino sono spesso difficili. Gli ingegneri dell'ecosistema sono stati proposti come mezzo per riportare una data area al suo stato precedente. Anche se idealmente questi dovrebbero essere tutti agenti naturali, con il livello di sviluppo odierno potrebbe essere necessaria anche una qualche forma di intervento umano. Oltre ad essere in grado di fornire assistenza nel ripristino dell’ecologia, gli ingegneri dell’ecosistema possono essere un agente utile nella gestione delle specie invasive. Si stanno sviluppando nuovi settori che si concentrano sul ripristino degli ecosistemi che sono stati disturbati o distrutti dalle attività umane, nonché sullo sviluppo di ecosistemi sostenibili con valori sia umani che ecologici.

## Esempi

### Ambienti terrestri

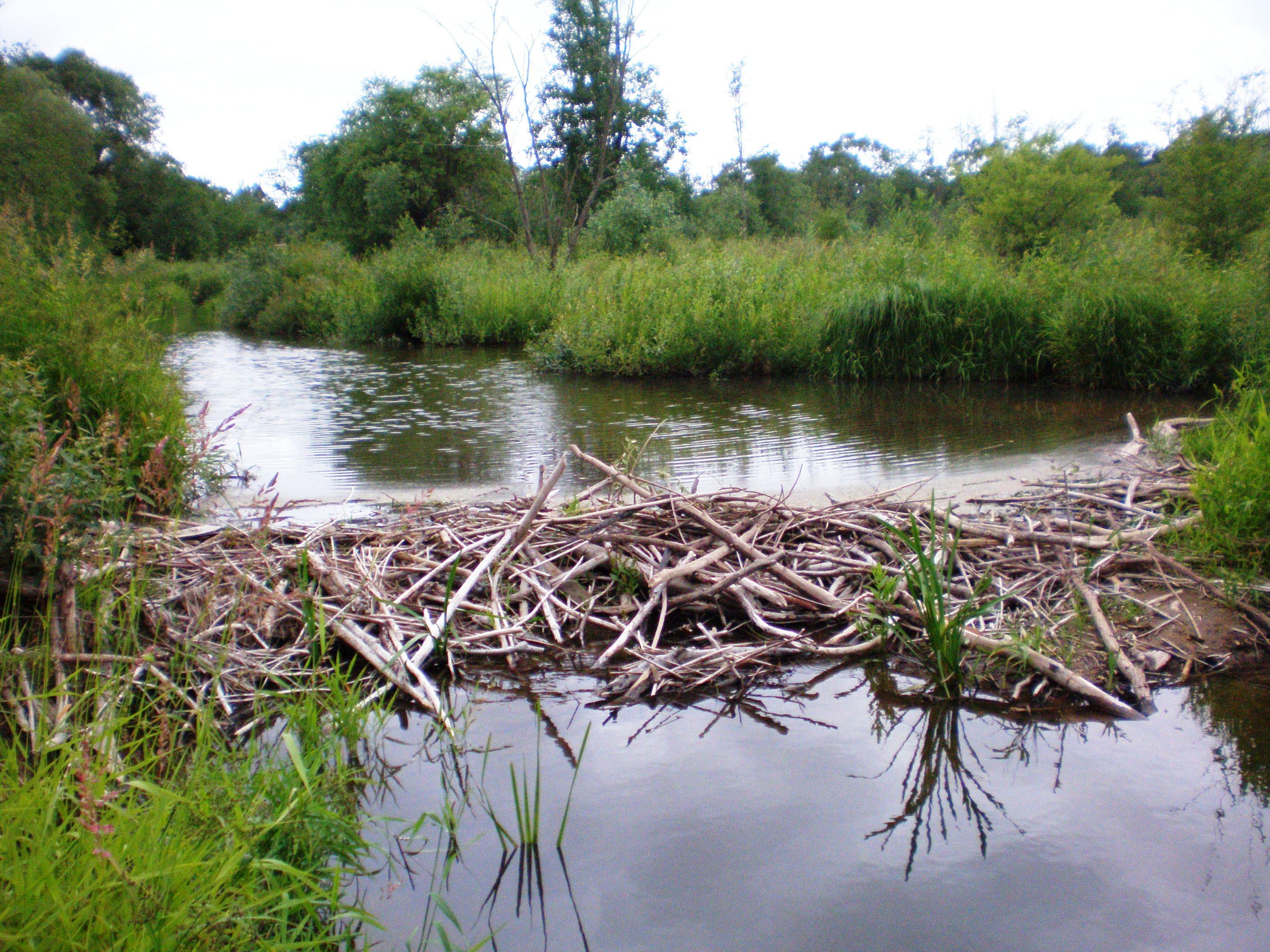
Diga del castoro sul fiume Smilga in Lituania

Oltre al già citato castoro che funge da ingegnere ecosistemico, anche altri animali terrestri fanno lo stesso. Ciò può avvenire attraverso abitudini alimentari, modelli migratori o altri comportamenti che determinano cambiamenti più permanenti.
La ricerca ha suggerito che i primati siano ingegneri dell’ecosistema grazie alle loro strategie di alimentazione – frugivori e folivori – che li fanno agire come dispersori di semi. Nel complesso i primati sono molto abbondanti e si nutrono di una grande quantità di frutta che poi viene distribuita nel loro territorio. Gli elefanti sono stati anche designati ingegneri dell'ecosistema poiché causano cambiamenti molto grandi nel loro ambiente sia attraverso l'alimentazione, lo scavo o il comportamento migratorio.
I cani della prateria sono un'altra forma terrestre di ingegneri dell'ecosistema allogenico poiché la specie ha la capacità di eseguire modifiche sostanziali scavando e rivoltando il terreno. Sono in grado di influenzare il suolo e la vegetazione del paesaggio fornendo allo stesso tempo corridoi sotterranei per artropodi, uccelli, altri piccoli mammiferi e rettili. Ciò ha un effetto positivo sulla ricchezza delle specie e sulla diversità dei loro habitat, tanto che i cani della prateria vengono etichettati come specie chiave.
Gli artropodi possono anche essere ingegneri dell'ecosistema, come ragni, formiche e molti tipi di larve che creano rifugi con le foglie, così come insetti che inducono galla che cambiano la forma delle piante. Gli Dendroctonus ponderosae ("scarabei della corteccia di pino") sono ingegneri degli ecosistemi forestali e possono influenzare la diffusione e la gravità degli incendi quando attaccano le specie di pino ospitanti.
Non solo gli animali sono ingegneri dell’ecosistema. I funghi sono in grado di collegare regioni distanti tra loro e di traslocare i nutrienti tra di loro. In questo modo creano nicchie nutrizionali per gli invertebrati xilofagi, forniscono agli alberi l'azoto traslocato da animali precedentemente predati o addirittura formano una "conduttura sotterranea" che ridistribuisce il carbonio tra gli alberi. Pertanto i funghi sono ingegneri che controllano i cicli dei nutrienti negli ecosistemi.

### Ambienti marini

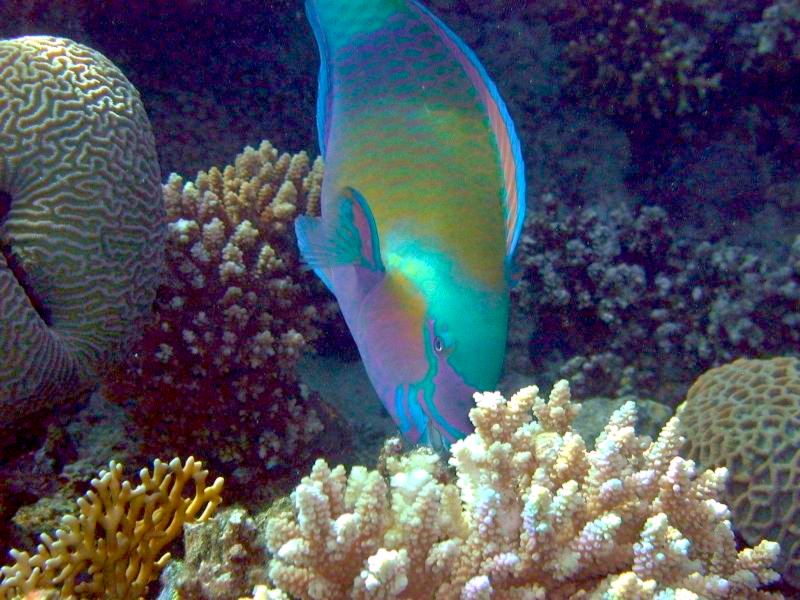
Pesce pappagallo

Negli ambienti marini, i filtratori e il plancton sono ingegneri dell'ecosistema perché alterano la torbidità e la penetrazione della luce, controllando la profondità alla quale può avvenire la fotosintesi. Ciò a sua volta limita la produttività primaria degli habitat bentonici e pelagici e influenza i modelli di consumo tra i gruppi trofici.
Un altro esempio di ingegneri ecosistemici in ambienti marini sarebbero i coralli Scleractinia poiché creano la struttura per l’habitat da cui dipende la maggior parte degli organismi della barriera corallina. Alcuni ingegneri dell'ecosistema come i coralli aiutano a mantenere il loro ambiente. I pesci pappagallo spesso aiutano a mantenere le barriere coralline poiché si nutrono di macroalghe che competono con il corallo. Poiché questa relazione è reciprocamente vantaggiosa, si forma un ciclo di feedback positivo tra i due organismi, rendendoli entrambi responsabili della creazione e del mantenimento degli ecosistemi della barriera corallina.
Le balene vengono inoltre sempre più riconosciute per il loro ruolo di ingegneri dell’ecosistema, nonostante la perdita fino al 90% del loro numero durante l’era della caccia commerciale. Le balene defecano in superficie e rilasciano sostanze nutritive che stimolano la crescita del fitoplancton. Quando le balene migrano attraverso gli oceani e si muovono su e giù nella colonna d'acqua, aiutano a diffondere questi nutrienti in un processo noto come "Whale pump" ("spostamento di materiale nutriente").

#### Filtratori
I filtratori sono un sottogruppo di animali che si alimentano in sospensione e che quindi si nutrono filtrando la materia sospesa e le particelle di cibo dall'acqua, tipicamente facendo passare l'acqua su una struttura filtrante specializzata. Alcuni animali che utilizzano questo metodo di alimentazione sono vongole, krill, spugne, mysticeti e molti pesci (compresi alcuni squali). Alcuni uccelli, come i fenicotteri e alcune specie di anatre, sono anche filtratori. I filtratori possono svolgere un ruolo importante nella chiarificazione dell'acqua e sono quindi considerati ingegneri dell'ecosistema. Sono importanti anche nel bioaccumulo e, di conseguenza, come organismi indicatori.